# Pulgvang állomás
Pulgvang (Bulgwang) állomás a szöuli metró 3-as és 6-os vonalának állomása Szöul Unphjong-ku (Eunpyeong-gu) kerületében.

## Viszonylatok
| 3-as vonal                                          | 3-as vonal           | 3-as vonal                           |
| --------------------------------------------------- | -------------------- | ------------------------------------ |
| Jonsinne (Yeonsinnae) Tehva (Daehwa) felé           | fő vonal             | Nokpon (Nokbeon) Ogum (Ogeum) felé   |
| 6-os vonal                                          |                      |                                      |
| Jokcshon (Yeokchon) (egyirányú) Ungam (Eungam) felé | Ungam (Eungam) hurok | Tokpaü (Dokbawi) Ungam (Eungam) felé |